# 超攻速ガルビオン
『超攻速ガルビオン』（ちょうこうそくガルビオン）は、1984年2月3日から同年6月29日まで毎週金曜日17:30 - 18:00の枠にてテレビ朝日で放送された、国際映画社製作のロボットアニメ。国際映画社が手がけた最後のロボットアニメである。当初は4クール（1年）を想定していたが、メインスポンサーだったタカトクトイスの倒産により急遽打ち切りが決定し、第22話までの放送となった。

## ストーリー
西暦2099年、地球は異星人メタルロードのもたらした技術により大きな発展を遂げたが、同時に戦争も引き起こしてしまった。地球人の野蛮さを恐れた異星人は、地球全体をシグマバリヤーで覆って地球人を地球に封じ込めてしまった。このバリヤーのために飛行を制限された地球で、飛行機の代わりに発展したのが、地球全土を網羅した高速道路と自動車社会だった。
受刑者だった無宇（ムウ）と麻矢（マヤ）は、恩赦を条件にレイ・緑山の率いる私設警察チーム「サーカス」の新鋭マシン「サーカス I・ガルビオン」を駆って、世界征服を企む秘密組織シャドウと戦う。

## 登場人物

### サーカスチーム
無宇（ムウ）
声 - 橋本晃一
19歳。ガルビオンのドライバー。
幼少の時、孤児院から脱走。拾ってくれたアンドレじいさんと死別→暴走族→天才レーサー→刑務所→サーカスチームの一員という波乱な人生を歩む。明るいキャラクターの反面、親しい人との悲しい別れが多い。かつては天才少年ライダーの名をほしいままにしたが、ケンカで30人もの相手を病院送りにしたため、禁固280年の刑を受ける。レイ緑山に拾われ、サーカスチームに参加。何につけ野性的なカンが働くが、先を考えず行動しがち。ケンカはかなり強いが思考は単純。明るく優しい性格で情に熱いが、反面短気ですぐカッとなる性質なため、相棒のマヤからは「瞬間沸騰湯沸かし器」などと揶揄されるほどで、マヤとの軽快なやりとりも本作の見どころの一つであった。拾った子犬を亡き恩人に準え、アンドレと名付ける。
最大の弱点は女性の扱いに不馴れなことで、これが原因で最終話ではいとも簡単にハニートラップにひっかかって大ピンチを招いているが、その以前にはレイ緑山を女性として意識する場面もあった。
打ち切られなければ、自分に思いを寄せていてくれたサーカスチームのメカニック、テリーの思いに気付いて関係が進展し、最終的に結婚するまでが描かれることになっていた。
麻矢（マヤ）
声 - 鈴置洋孝（ナレーションも兼任）
19歳。ガルビオンのナビゲーター。
女ばかりの大富豪の家に生まれ育ったため、女の子からオバ様まで女の扱いはムウより遥かにうまい。その気になればケンカも強い。普段は沈着冷静な美青年で知性派を気取り何かにつけてムウをこき下ろすが、反論されるとすぐにカッとなり全く同じレベルでムウとケンカしてしまうが、そのことに本人は気がついていない。クールに見せてたまに見せるおどけた表情も魅力的である。コンピューターを利用したオンライン詐欺を試みるが失敗し、それが発覚したために禁固250年の判決を受ける。ムウと同じくレイ緑山に拾われ現在にいたる。
普段はガルビオンのナビゲーターだが、ムウのかわりにガルビオンを操ることもある。苦労人気質な面があり、何だかんだでムウを心配しての行動も多い。
打ち切られなければ、ミチコといち早く相思相愛の関係となり、ムウやテリーらと共に結婚するまでが描かれていた。
レイ・緑山（れい・みどりやま）
声 - 横沢啓子
23歳。緑山財閥の令嬢でありながら特務警察の捜査官として働く美女。
外見の色気とは正反対に非常にさっぱりとした性格。シャドウの世界制覇の野望をいち早く察知し、それに対抗するためサーカスチームを結成するが、その直後に父親であるロブ・緑山をシャドウ（正確に言えばメンバーの一人、ジョージ伯爵）によって暗殺されてしまい緑山財閥を引き継ぐ。ひとくせもふたくせもある部下を、ある時はどやしつけ、ある時は女の魅力で言うことをきかせてしまう。あるパーティーで出会った、ヘンリー・マクミランに心惹かれている部分があるがヘンリーが正式な手続きを踏まず、レイに強引なアプローチに出たためはねのけてしまった。後半、ヘンリーにさらわれてしまう予定だった。
テリー
声 - 頓宮恭子
19歳。サーカスチームのメカニック&ガルビオンII（ゼクター）のドライバー担当。
メカの整備技術、ドライバーテクニックはレイ緑山の全幅の信頼を得ている。ボーイッシュなスタイルと言葉遣いが粗野な印象を与えるが、本当は優しい女の子。父親は考古学者。ムウに対して思いを寄せているがその気持ちをムウに対して直接表すことが一度もないまま作品終了。第22話以降で自身の想いに気付いたムウとの関係が進展し、最終回で結婚する予定だった。
ミチコ
声 - 麻上洋子
19歳。サーカスチームのコンピューター、通信担当。
コンピューターの扱いにかけては一級品。3人娘の中では一番女性らしい印象を与え、事実その通り。きゃしゃな体とはかなげな瞳が印象的。後半でマヤと結ばれる予定だった。異生命体メタルロードの血を受け継いでいる。地球を覆うシグマバリヤーを解くための重大な役割を負う。
レミー
声 - 坂本千夏
16歳の最年少。サーカスチームのメカニック担当。
女の子3人の中では一番幼い印象を与えるがメカニックの整備は天才的。いつも明るく元気な女の子。第11話では水着姿をムウとマヤに見せつけている。サーカスに扮した強盗団から子供を守るために傷を負う勇気ある行動もする。
インカ
声 - 梨羽由記子
レイ緑山のボディーガード用ガイノイド。
子供くらいの身長だが、なかなかのパワーもあり見かけによらずボディも頑丈にできている。電子頭脳も優秀で人語を完璧に解する。開発にはガルビオンと同等の費用がかけられている。ムウとマヤのポイント査定役も兼ねており、ポイントがたまれば彼らは晴れて自由の身になる。しかしその査定の仕方については少々不透明さがある。

### 敵メインキャラクター
ヘンリー・マクミラン
声 - 堀内賢雄
26歳の若さで全世界の自動車市場を一手に握るイーグル産業の主となった青年実業家。まさに野心の固まりのような男。
下層階級に生まれ不遇の少年時代を過ごした。シャドウの13人目の幹部に抜擢されるが、自分の現在の地位に満足しておらず、シャドウの、すなわち世界のトップにのしあがるために他の幹部を次々と抹殺していく。部下にジョニー、マルゴXがおり暗殺の実行部隊として使っている。また、自分の目的を阻むサーカスチーム（ガルビオン）に対しても機会あるごとに潰しにかかろうとする。しかし敵とは知らずパーティーで知り合ったレイ緑山に恋してしまうなどどこか人間的な弱味も残している。一度レイ緑山を本当に殺害しようとしたこともある。その強い野心と躊躇なく暗殺していく様子とは裏腹に、対面的にはかなり紳士的である。異生命体メタルロードの血を引いているため超能力も使う。後半ではジェネラルKを暗殺したのちに秘密組織シャドウの新リーダーとして君臨する予定だった。
ジョニー・クライアム
声 - 平野義和
ヘンリーの部下。ヘンリーの命令でシャドウ幹部の暗殺やガルビオンの妨害をする実行部隊。イーグル産業のテストドライバーだったジョニーは量産タイプ可変メカのテスト走行中にガルビオンと遭遇。一度は敗北するが執拗にムウたちを追い回す。
18話よりジョニースペシャルこと「エクスキャリバー」の専任操縦者となる。打ち切りがなければ最終盤までライバルとして争う予定だった。
マルゴ X（エックス）
声 - 沢木郁也
同じくヘンリーの部下。スキンヘッドのいかつい人相でジョニーとは対照的だが、不思議と連携は良好である。
21話より専用可変メカ、マルゴスペシャルこと「ゴブリン」の専任操縦者として現れる。
ジル
声 - 坂本千夏
ヘンリーマクミランの秘書ロボット。ピンク色の機械的造形で、ホイール移動しマニピュレーターは背面に一基。ジョニーやマルゴに命令を下す事もある。
マリーン
打ち切り後29話より登場する予定だった、サーカスを狙う女殺し屋。専用バイクを持ち、ウェポンブースターとの合体を行う。

### シャドウの幹部たち
全世界を陰から牛耳る謎の秘密結社。各界トップ13人から構成されており、その存在は表向きには一切知られていないが、密かにライバルとなる企業や政治家、情報を報じようとするマスコミ関係者及び自分たちにとって邪魔になる者を次々と抹殺している（レイの父、ロブ・緑山もその犠牲者の一人）。後にその多くがヘンリーの手によって暗殺されることになる。
ジェネラル・K
声 - 龍田直樹
世界の軍事力を一手に握るシャドウのナンバー1。打ち切られなければ第25話でヘンリーに暗殺されるはずだった。
メアリー・Ｊ・ゴードン
声 - 梨羽由記子
30歳。ゴードン鉱山を所有。そのゴードン鉱山に2099年の地球大異変に埋没した宇宙開発研究所の遺跡があった。ヘンリーによりその遺物は全て盗まれ、その中に秘密兵器メタルバトラー製造に関する情報も含まれていた。ヘンリーがシャドウを裏切っているのではないかと疑い、その決定的証拠を掴んでシャドウの幹部に知らせようとするもヘンリーに勘付かれ、車を狙撃され事故死する（第9〜11話）。
カーマイン・ジョンソン
声 - 島香裕
食料品と流通業界の実力者。第12話にてヘンリーが開催した人間狩りに招待され、ヘンリーの罠により麻酔弾入りの猟銃を実弾入りのものにすり替えられた為、デイブ・ドラゴンを誤射、射殺してしまう。ヘンリーとアイリーンに追及されてパニックに陥り、崖から転落死。
デイブ・ドラゴン声 - 西村知道
穀物王。世界の小麦市場を動かす。同業であるレイ・緑山の父、ロブ・緑山を邪魔者として暗殺を計画し、ジョージ伯爵と結託する。勘の鋭さで現在の地位を築いてきた、と豪語するだけあって、ヘンリーがメアリーを暗殺した事にも薄々ながら勘付いていた。しかし、カーマインとのヘンリー暗殺の密談を盗聴されてしまった為、彼が開催した人間狩りに興じていたところ、ヘンリーの策略によって仲間のカーマインに打たれ死亡。
グレゴリー・アントン
声 - 西村知道
60歳の弁護士。法曹界の第一人者。第13話ヘンリーの提案で開催されたレースの開会式において、観衆の中に紛れたジョニーの手によって射殺。
アイザック・エイモフJr.
声 - 広森信吾
武器商人。第14話にてガルビオンを倒すため大戦車部隊を引き連れ自ら戦車に乗り込み現場に。しかし突然現れたメタルバトラーに戦車ごと踏み潰され死亡。
キエフ・カイザロフ
声 - 島香裕
電力界の雄。第15話でガルビオンを電気の罠にはめる。あともう一歩のところまでガルビオンを追い詰めるがメタルバトラーが現れ、ヘリコプターに乗ったカイザロフを銃撃、ヘリ爆破により死亡。
トーマス・ギルテン
声 - 大山高男
石油王。第19話にガソリンスタンドの洗車場に仕掛けをして、石油をかけてガルビオンを丸焼きにしようとする。また、ヘリと特殊部隊でムウとテリーを襲うが、テリーのゼクターによってヘリコプターを撃墜され死亡。
ジョージ伯爵
声 - 沢木郁也
海運王。紳士的な外見とは正反対に残忍で狡猾な性格であり、デイブと結託してロブ・緑山の暗殺を取り仕切り、彼を殺害した張本人であり実行犯。第20話で人工島にガルビオンを誘いだし、サーカスの3人娘を人質にしてサメに食わせようとする。人工島を爆破させヘリコプターで逃げようとするところをガルビオンに打たれ墜落死。
アイリーン・ミルフォード
声 - 向殿あさみ
宝石商。業界ナンバーワンのアイリーンジュエルカンパニーを経営する。過去に自分の金目当てに近づいたマヤによく似たキザ男に騙されたことから男性を憎み、「女が一番最強で、男はそれに跪くべき」とまで思想が偏ってしまっている。第22話、女性だけのアマゾネス軍団を率いガルビオンを襲うが、ガルビオンとの戦闘中にジョニーに撃たれてしまう。マヤの真摯さに打たれ、信じられる男もいるのだと改心してマヤの腕の中で死亡。
ドン・ジュリアスII世
声 - 金沢寿一
30歳の若き鉄鋼王。世界中の資源を統轄する。未放映の第23話で大戦車軍団を率いてサーカスと戦い死亡する予定だった。
オーズ・マルトネス
声 - 滝雅也
銀行金融王。第16話ではありあまる金で殺人でも何でも請負うスカイヘル軍団を雇い入れ、ガルビオンを襲わせる。打ち切りになっていなければ第24話でガルビオン討伐に失敗し、スカイヘル軍団を失った上に大赤字になってしまい、それを責められて失脚・死亡することになっていた。

### その他
ロブ・緑山
声 - 野島昭生
第2話「グランプリ大爆殺」に登場。レイ・緑山の父親で緑山財閥を率い、穀物関係の大企業「緑山カンパニー」の社長も務めていた。シャドウの刺客に暗殺される。
モーゼル
声 - 増岡弘
第3話「超エンジン大奪還」に登場。スーパーターボエンジンの開発者でシャドウに狙われる。息子テッドと一悶着起こす。
ブルーテス
声 - 青森伸
ブルドッグの異名をとるハイウェイパトロールの警察官。パトカーに乗り、いつも速度超過するムウとマヤを目の仇にしている。初登場は第5話の脇キャラだが登場回数も多く、第7話「ブル警官大追跡」、第17話「ブル警官・大恋愛」では半主役として登場。ムウとマヤとの絡みも多い。ヘンリーにさらわれメタルバトラーの搭乗員になったこともある。打ち切らなければ後半でサーカスと合流し、ラストでレミーと結ばれる予定だった。
グエン・マーカス
声 - 若本紀昭
第10話「大いなる別れ」に登場。かつて暴走族だったムウを拾い上げレーサーに育てたことがあり、ムウにとっても尊敬する男。サーキット界で超一流のドライバーだったが、レース界から姿を消し金のためなら何でもする闇のレーサー稼業をしていた。ヘンリーに雇われ特種金属NSV鉱を奪う。ムウを助けるためにジョニーの乗るメカに車ごと飛び込み死亡。
ダント
声 - 幹本雄之
第14話と第21話に登場。マヤ及びムウとの喧嘩が原因で悪魔の砂漠という強制労働施設に6箇月間送り込まれたことを恨みに思っており執念深く追い回す。怪力の持ち主でヘンリーに頑健さを買われメタルバトラーの搭乗員になるが、仲間をも攻撃する気性の荒さを抑える為ロボトミー手術を受けさせられる。ガルビオンとの戦闘中に前後不覚と成り、ガルビオンとダント共々始末しようとしたマルゴXの攻撃により爆破される。
エリナ
声 - 津島瑞穂
第14話「恋の戦場大ラリー」に登場。たまたまガソリンスタンドに給油に来ていたところを、ダントVSムウ、マヤの争いに巻き込まれた気の毒な少女。20分後にラロシュ駅から外国に旅立つ彼氏に人形を届けたいと願う。
ジェニファー（エンドクレジットではジェミーと表記）
声 - 神田和佳
第17話「ブル警官・大恋愛」に登場。ハンバーガーショップの店員。ブルーテスは彼女に惚れるが、実は既婚者で7人の子持ち。
マニー・クラウド
声 - 水島裕
第18話「大都会でブルースを」に登場。ムウの幼馴染み。思春期時代を寂れた町で共に過ごした。ムウはレーサーの腕を見込まれたことにより町を離れクラウドと離別。クラウド自身はチャンスに恵まれず、その不遇から次第にシティに住む人間を憎むようになり、街の再開発が決まったことに反発し金を得るために市長を誘拐し殺害した。邪魔をするなら、と昔の友であるムウにも銃口に向けたところを冷酷なチェイサーポリスによってムウの目の前で射殺され、その余りにも不遇と不運に満ちた一生を終える。シリーズの中で際立って存在感のあるキャラである。
マック・ギャバン
声 - 飯塚昭三（クレジットなし）
第18話「大都会にブルースを…」に登場。チェイサーポリスの隊長として指揮を執る冷徹非情な男。生きる価値がない、と判断した者を何の躊躇いも無く射殺する冷血漢であり、ムウの幼馴染であるクラウドを射殺した張本人。打ち切らなければ後半に凄惨な過去が語られた後、サーカスと合流して仲間になる予定だった。
ロロン
声 - 高木早苗
第21話「歩くんだ! ロロン」に登場。交通事故の後遺症で歩けなくなった少年。ムウと訪れた遊園地でダントの搭乗したメタルバトラーに襲われる。ムウとガルビオンが必死で闘う姿を見て歩けるようになる。
リンダ
声 - 富沢美智恵
第22話「アマゾネス戦士の恋」に登場。アイリーンが組織するアマゾネス軍団に所属する美少女。ムウを罠に誘いこむ。打ち切らなければアマゾネス軍団は後半でサーカスと合流し、共闘する予定だった。

## 登場メカ
ガルビオン/ サーカス I（R・F - C-1）
無宇と麻矢が駆るサーカスの主力マシン。全高7.8m（頭部まで）。最高速度380km/hのスーパーカー（プロトタイプレーシングカー）形態「サーカス I 」からロードファイター（高機動ロボット）形態の「ガルビオン」へと変形する。また、「ロードアタッカー」と呼ばれる中間形態も用意されていたが、本編には登場しなかった。フェイスガードを閉じ背面翼と足首のスタビライザーフィンを展開する事で浮遊走行形態に移行し、エアーノズル噴射でガルビオンの姿でも300km/hで行動できる。
武装は肩に内蔵されたミサイルランチャーの他、オプション兵器として、ビームバズーカ、ブーストマグナムなど。メタルバトラーに対抗した標準手持ち武装＝コンバットシステムが追加されるのは中盤16話からで、それまではキックやパンチによる格闘戦（これは企画書時点から「強力な武器を持った敵を素手で打ち倒すカタルシス」を狙っていた）や、敵メカから銃を奪って攻撃する描写が多かった。
サーカスII
サーカス所属の大型トレーラー。サーカスＩのメンテナンス機能をもち運転台後部に居住空間、上階に通信室を備えたいわば移動基地である。第19話でトーマス・ギルテンによるヘリと可変ロボットの総攻撃によって横転・大破した。第25話から新サーカスIIが登場予定だったものの、打ち切りのため未登場。
ゼクター（ガルビオンII）/ サーカスIII（R・F - C-3）
ガルビオンを支援する、VECTOR W2似の新型可変車両。全高5.23m（頭部まで）。設計は早い段階から進められていたが、メタルバトラー出現に対抗し設計変更が行われ、参戦は第16話からとなった。当初からコンバットシステム＝ハンドガンと脚部ランチャーで武装している。主にテリーが操縦していたが、打ち切りにより、その活躍が十分に描かれることは無かった。ロボット形態では頭部バイザーの奥にパイロットの顔が見えるようになっており、パワードスーツ的な格好良さがある。ガルビオンより小型なため、第21話では追加武装パーツ「ウエポンブースター」と合体して「バーストゼクター」となっている。更にロードアタッカー形態のサーカス Iとも三体合体する「ロードアタッカー・ウエポンブースター・ゼクター」という設定もあり、設定画にはメモ書きで「ロードファイヤー」と記載されている。第26話に登場予定だったが、打ち切りのためこの形態は未登場。

可変ロボット
シャドウに所属する勢力が主に使用する車両ロボットで、ガルビオン同様の人型変形を行う。第1話から「ニュータイプだ」とも呼ばれるが多数に存在し、カスタムタイプやミサイルポッド装備型等バリエーションも多い。ジョニーやマルゴも当初はこの系列を使用していたが、後に専用のスペシャル機に乗り換える。
エスクキャリバー（S・R・F - 01、ジョニースペシャル）
第18話から登場するジョニー・クライアム専用可変機。全高8.15m（頭部まで）。背面に長大なウイングノズルを持ち、純白のボディにジョニーのエンブレムが輝く。両腕にビームキャノンを装備。最速430km/hを誇る可変タイプメカの完成型であるが、その分操縦には高度な技術を要求される。このため、ジョニー以外の人間には乗りこなせない。
ゴブリン（S・R・A、マルゴスペシャル）
マルゴ Xが21、22話で操縦する専用機。全高8.21m（頭部まで）。エクスキャリバーとは逆にパワー重視のメカで高速戦闘形態ロードアーマーから変形し、キャノン砲や格闘用グラッパーを備え、火力、パワー、装甲でガルビオンを上回る。なお、劇中では両形態とも登場するがメカチェンジの描写はなかった。
メタルバトラー
第9話にてシャドウに所属するメアリー・ゴードンの所有する鉱山から発掘された大戦前の設計図を元に、ヘンリーが復元量産をした人型巨大兵器。変形はしない。開発技術が一切失われていたため、技術検証のためのプロトタイプの復元から行わなければならなかった。ガルビオン単体ではまったく歯が立たないなど、大戦復興後の兵器類を大きく凌駕する性能を有するが、操縦にはパイロットの精神力を使わなければならない上にその精神にかかる負荷が凄まじく、結果としてパイロットの精神を崩壊させてしまうという欠点がある。
最初に復元された機体がMB - α3ビデウス（11話）、以降MB - α4ラグドル（13,14話）、MB - α7ライアス（15,16話）、MB - α10ゴラーム（15,17話）、MB - α11バルガス（21話）、MB - α12グライアン（未登場）と順次量産される。
ゴラームにはブルーテスが、バルガスには後にムウたちを憎むダントが操縦者としてスカウトされ、その強靭な肉体と精神力でサーカスを苦しめるが、武装強化したバーストゼクターとの連携により敗れる。
ロードマシンナー（チェイサーポリス）
チェイサーポリスが使用する警察機動ロボット。復興した都市内部の社会及び交通システムの治安整理のために配備された。変形は乗降時・待機時に行う格納形態を取り、機動装甲車にて四台同時運搬される。マック・ギャバンも搭乗した基本型のロードチェイサー（C・P - RM、18,21話）、追加武装型のブレストチェイサー（C・P - BM、18話）、強化タイプの戦闘用アトミックチェイサー（C・P - AM、未登場）、救助用レスキューチェイサー（C・P - AM、未登場）が存在する。なお、有井製作所のオーダーにより設定されたメカ群のため、プラモ化は同社の独占となっている。

## スタッフ
- 製作 - 壺田重三
- 企画 - 壺田重夫
- プロデューサー - 宇都宮恭三（テレビ朝日）、佐久間敏郎（国際映画社）
- プランニング・ディレクター - 藤家和正
- 総監督 - 鴫野彰
- シリーズ構成 - 伊東恒久
- キャラクターデザイン - たがみよしひさ
- メカニックデザイン - 大畑晃一
- 総作画監督 - 二宮常雄
- 美術監督 - 杉浦正一郎
- タイトルロゴ - アートミック
- 音楽 - 中島正雄
- 音響監督 - 山田悦司
- キャスティング協力 - 俳協
- 制作 - テレビ朝日、国際映画社

## 主題歌・挿入歌
オープニングテーマ：『ロンリー・チェイサー』
作詞 - 亜蘭知子 / 作曲 - 山本正之 / 編曲 - 中島正雄 / 歌 - 田中利由子
エンディングテーマ：『メモリー・ララバイ』
作詞 - 亜蘭知子 / 作曲 - 山本正之 / 編曲 - 中島正雄 / 歌 - 田中利由子
挿入歌
『はるかな友よ』（第18話）
作詞 - 小林和子 / 作曲・編曲 - 新田一郎 / 歌 - 飯野茂一
『BE A HERO』（第19話）
作詞 - LINDA HENNRICK / 作曲・編曲 - 奥慶一 / 歌 - 山際祥子
『ALONE』
作詞 - ありそのみ / 作曲・編曲 - 奥慶一 / 歌 - 山際祥子
『ロンリー・チェイサー』はトヨタ・チェイサーのCMソングとして流れたことがある。国際映画社の壺田重夫（つぼたしげお）によると、話題作りとしてトヨタにCMソングとしての起用をお願いしたという。
『はるかな友よ』は「亜空大作戦スラングル」エンディングテーマ曲であったが、本作でも使用された。
主題歌2曲と挿入歌2曲（『BE A HERO』、『ALONE』）を収録したEPレコードは、ともにキングレコードから発売された。また、『ロンリー・チェイサー』と『メモリー・ララバイ』はCD『国際映画社アンソロジー』に放送時の状態で、CD『ふるえるぜ!ハート〜J9と仲間達』にフルバージョンで収録されている。
また、『超攻速ガルビオン BGM集1』（LP、カセット）に収録されているほか、『超攻速ガルビオン BGM集2』（LP、カセット）には『ロンリー・チェイサー』のカラオケが収録されている。
『Be a hero』『alone』を歌った山際祥子（ヤマギワヨシコ、元TOPS）により、『ロンリー・チェイサー』がカバーされた。『anime covers collection vol.7-ロボットアニメ編B-』の中の1曲。Usenの ongenで、個別に有料ダウンロードできる（2009年5月現在）。
2009年6月24日にディスクユニオンのアニメ/特撮復刻専門レーベルTRIPLE STARSより、サウンドトラックCD『超攻速ガルビオン 音楽集』が発売された。
2009年11月26日にキングレコードから発売された『ロボットアニメ大鑑 下巻』には、『ロンリー・チェイサー』、『メモリー・ララバイ』、『BE A HERO』、『ALONE』の4曲が全て収録された。

## 各話リスト
| 話数   | 放送日        | サブタイトル                          | 脚本     | 絵コンテ            | 演出              | 作画監督 | サブキャラクター | サブメカニック |
| ------ | ------------- | ------------------------------------- | -------- | ------------------- | ----------------- | -------- | ---------------- | -------------- |
| 第1話  | 1984年 2月3日 | 謎の大組織 シャドウ                   | 伊東恒久 | 鴫野彰              | 鴫野彰            | 二宮常雄 | 二宮常雄         | 林裕樹         |
| 第2話  | 2月10日       | グランプリ大爆殺                      | 荒木芳久 | 栗山美秀            | 栗山美秀          | 菊池城二 | 二宮常雄         | 霧山玲         |
| 第3話  | 2月17日       | 超（スーパー）エンジン大奪還          | 菅良幸   | 香川豊              | 内田祐司          | 二宮常雄 | 二宮常雄         | 霧山玲         |
| 第4話  | 2月24日       | 大爆走ゲーム                          | 藤家和正 | 根岸弘              | 根岸弘            | 高橋朝雄 | 二宮常雄         | 林裕樹         |
| 第5話  | 3月2日        | 死のニトロ大輸送                      | 菅良幸   | 山谷善彦            | 山谷善彦          | 菊池城二 | 二宮常雄         | 霧山玲         |
| 第6話  | 3月9日        | 大暗殺・武器を捜せ                    | 荒木芳久 | しぎのあきら        | 篠幸裕            | 二宮常雄 | 二宮常雄         | 杉山文吾       |
| 第7話  | 3月16日       | ブル警官大追跡                        | 伊東恒久 | 長尾粛              | 長尾粛            | 下田正美 | 二宮常雄         | 杉山文吾       |
| 第8話  | 3月23日       | レイ緑山大暗殺指令                    | 山崎晴哉 | しぎの義信          | 篠幸裕            | 西山英雄 | 二宮常雄         | 杉山文吾       |
| 第9話  | 3月30日       | 大噴出! 毒死鉱山                      | 荒木芳久 | 網野哲郎            | 山谷善彦 永田辰也 | 菊池城二 | 二宮常雄         | 杉山文吾       |
| 第10話 | 4月6日        | 大いなる別れ                          | 菅良幸   | 根岸弘              | 石川康夫          | 西山英雄 | 二宮常雄         | 杉山文吾       |
| 第11話 | 4月13日       | 大実験! 野望の兵器                    | 伊東恒久 | 篠幸裕              | 篠幸裕            | 菊地城二 | 二宮常雄         | 杉山文吾       |
| 第12話 | 4月20日       | 大戦慄! 人間狩り（ハンティング）      | 山崎晴哉 | しぎの義信          | 加藤雄治          | 服部憲知 | 服部憲知         | 小野浩一郎     |
| 第13話 | 4月27日       | 大登場! 超秘密兵器 （メタルバトラー） | 伊東恒久 | 長尾粛 しぎのあきら | 篠幸裕            | 菊地城二 | 菊地城二         | 杉山文吾       |
| 第14話 | 5月4日        | 恋の戦場大ラリー                      | 荒木芳久 | 池田成              | 石川康夫          | 八幡正   | 菊地城二         | 杉山文吾       |
| 第15話 | 5月11日       | 大電殺! 百万V（ボルト）の罠           | 菅良幸   | ときたひろこ        | ときたひろこ      | 谷口守泰 | 菊地城二         | 杉山文吾       |
| 第16話 | 5月18日       | 地獄軍団・大襲来!                     | 山崎晴哉 | 加藤雄治            | 加藤雄治          | 菊地城二 | 下田正美         | 杉山文吾       |
| 第17話 | 5月25日       | ブル警官・大恋愛                      | 菅良幸   | 石川康夫            | 石川康夫          | 西山英雄 | 下田正美         | 杉山文吾       |
| 第18話 | 6月1日        | 大都会にブルースを…                   | 藤家和正 | 根岸弘              | 加藤雄治          | 服部憲知 | 下田正美         | 小野浩一郎     |
| 第19話 | 6月8日        | 基地爆破! 小犬大活躍                  | 伊東恒久 | 網野哲郎            | 篠幸裕            | 菊地城二 | 下田正美         | 杉山文吾       |
| 第20話 | 6月15日       | 霧の人工島・大海戦                    | 荒木芳久 | 坂田純一            | 坂田純一          | 谷口守泰 | 下田正美         | 杉山文吾       |
| 第21話 | 6月22日       | 歩くんだ! ロロン                      | 伊東恒久 | 加藤雄治            | 加藤雄治 根岸弘   | 八幡正   | 菊地城二         | 杉山文吾       |
| 第22話 | 6月29日       | アマゾネス戦士の恋                    | 菅良幸   | 石川康夫            | 石川康夫          | 西山英雄 | 下田正美         | 杉山文吾       |

未放送（番組が打ち切りのため）
| 話数   | サブタイトル         |
| ------ | -------------------- |
| 第23話 | サーカス対大戦車軍団 |
| 第24話 | 金貸しオーズ、大赤字 |
| 第25話 | 消えた村の大秘密     |
| 第26話 | 13番目の男           |

## 放送局
出典は個別に提示されているものを除き1984年4月中旬 - 5月上旬時点のものとする。
| 放送地域      | 放送局             | 放送日時           | 系列                          | 備考   |
| ------------- | ------------------ | ------------------ | ----------------------------- | ------ |
| 関東広域圏    | テレビ朝日         | 金曜 17:30 - 18:00 | テレビ朝日系列                | 制作局 |
| 新潟県        | 新潟テレビ21       | 金曜 17:30 - 18:00 | テレビ朝日系列                |        |
| 福岡県        | 九州朝日放送       | 金曜 17:30 - 18:00 | テレビ朝日系列                |        |
| 鹿児島県      | 鹿児島放送         | 金曜 17:30 - 18:00 | テレビ朝日系列                |        |
| 北海道        | 北海道テレビ       | 金曜 7:15 - 7:45   | テレビ朝日系列                |        |
| 青森県        | 青森放送           | 金曜 17:30 - 18:00 | 日本テレビ系列 テレビ朝日系列 |        |
| 山形県        | 山形放送           | 木曜 17:00 - 17:30 | 日本テレビ系列 テレビ朝日系列 |        |
| 宮城県        | 東日本放送         | 土曜 17:00 - 17:30 | テレビ朝日系列                |        |
| 福島県        | 福島放送           | 金曜 17:00 - 17:30 | テレビ朝日系列                |        |
| 長野県        | テレビ信州         | 火曜 17:00 - 17:30 | 日本テレビ系列 テレビ朝日系列 |        |
| 静岡県        | 静岡けんみんテレビ | 金曜 17:00 - 17:30 | テレビ朝日系列                |        |
| 中京広域圏    | 名古屋テレビ       | 土曜 17:00 - 17:30 | テレビ朝日系列                |        |
| 京都府        | KBS京都            | 火曜 17:00 - 17:30 | 独立局                        |        |
| 兵庫県        | サンテレビ         | 水曜 17:00 - 17:30 | 独立局                        |        |
| 和歌山県      | テレビ和歌山       | 土曜 17:30 - 18:00 | 独立局                        |        |
| 岡山県 香川県 | 瀬戸内海放送       | 金曜 17:00 - 17:30 | テレビ朝日系列                |        |
| 広島県        | 広島ホームテレビ   | 土曜 17:00 - 17:30 | テレビ朝日系列                |        |
| 愛媛県        | 南海放送           | 火曜 17:25 - 17:55 | 日本テレビ系列                |        |
| 熊本県        | テレビ熊本         | 火曜 17:00 - 17:30 | フジテレビ系列 テレビ朝日系列 |        |

## 放送終了後の展開
急遽決まった打ち切りだが、既に第22話の作業が進んでいたため大幅な手直しはできず、最後の30秒のみを止め絵とナレーションによる説明に差し替えて物語を無理矢理完結させるという苦肉の策で結末を迎える形となった。総監督の鴫野の話によれば、脚本そのものは第30話まで出来上がっており、アテレコを残すのみとなっていた第25話・第26話のアテレコに入る寸前に打ち切りの報を受けたという。当時リリースされたサントラ盤のライナーノートには2クール以降のストーリー展開の構想が記され、『アニメージュ』誌には大畑晃一のイラスト付き解説が掲載されていた。第22話放映後に劇場公開もしくはOVAによる本作の結末を描いた完結編を制作する予定だったが、番組終了の翌年に制作会社である国際映画社が倒産したため、立ち消えになった。
第25話で残ったジェネラルKも暗殺され、第26話ではレイがヘンリーによってさらわれ、サーカスチームがはじめてヘンリーが本当の敵であることを知ることになっていた。
第27話以降の展開では、宇宙人の残していったシグマバリヤーの発生装置をサーカスとヘンリーの組織が互いに探し奪い合う方向に話は発展する。シャドウの全権を掌握し、完全に力を持ったヘンリーは都市を要塞化してジョニーとマルゴXらの部隊にサーカスを追わせる一方で、バリヤーの制御装置を作り武器として使いながら発生装置を探し続ける。
対してムウたちは今までいた基地を追われてゲリラ化してヘンリーらに対抗しながら、バリヤーを取り除くために発生装置を探す旅を続ける。舞台が大きく動くと共に、敵役の新しいキャラクター、ブルーテス、チェイサーポリスなどもからみ三つ巴四つ巴で話が展開、キャラクターの背景もそれぞれ掘り下げられ、その関係性もさらに深く物語られる予定だった。
そしてクライマックスの展開はヘンリーが遂にバリヤー発生装置を発見し、さらにメタルバトラーの大量量産に成功し、それらを用いて独裁者となったヘンリーは恐怖政治で地球全土を完全掌握しようと目論むが、土壇場でサーカスの暗躍によって失脚してしまう。迎えた最終決戦ではヘンリーは生き延びたが重傷を負ってしまい、下半身不随と精神崩壊状態に陥ってしまう。全ての戦いが終わったラストでは、ムウは互いに思いを寄せあうことになったテリーと、マヤは既に相思相愛の関係にあったミチコと、そして、ブルーテスは戦いを通じて絆を深めたレミーとそれぞれ結婚式を挙げる。一方、最終的にヘンリーに恋してしまったレイは、彼の車椅子を押しながらヘンリーと静かに暮らしていくシーンで物語の幕が下りるという構想だった。

## その他
- 放送前の仮タイトルは、『スーパーフォーミュラー ボルガ』[7]。字面が長すぎたため、放送直前に改定された。設定資料には、ボルガの文字が決定稿にも見られる[要出典]。また、アニメ雑誌やラジオ番組『ラジオアニメック』の新番組速報では、『激走シティ バイカル』のタイトルで紹介されたこともある。
- キャラクターデザインは当時人気であった漫画家のたがみよしひさに依頼された。作品ポスターや関連レコードジャケットなども手掛けている。
- ガルビオンの主人公と酷似する二人が登場しているたがみよしひさの作品に、読み切り作『道はコンチェルト』（1982年）がある。同作はたがみの実兄でありやはり当時人気であった漫画家の小山田いくとの合作である。たがみの当時の人気作品『我が名は狼』プレイコミックシリーズ版の第一巻に併録されている。

## 商品化
プラモデルはイマイ、アリイ、エルエスの3社共同で発売。1/48ロードアタッカーに変形するガルビオン（サーカスＩは別キット化）をイマイが、1/72ガルビオン（非変形）2種をエルエスが、小サイズの3形態セットや他のマシン（メタルバトラー、チェイサーポリス、各1/72）をアリイで分担した。可変ゼクター、エクスキャリバー、ゴブリン、一部のメタルバトラーは発売中止。
放送から約40年を経過した2023年に、グッドスマイルカンパニーの「MODEROID」シリーズよりガルビオンのキット化が発表され同年11月に発売。サーカスⅠ、ロードアタッカー、ロードファイターの3形態の変形が差し替えにより可能（ノンスケール）。
玩具に関しては、正式にガルビオンの名を冠した物は本放送時には発売されていない。番組提供はタカトクトイスがメインだったが、玩具展開開始を前にして同社は倒産した。このタカトクトイスの倒産が決定的な引き金となり、番組は打ち切りとなった。正式な物ではないが、サーカスＩに変形するガルビオン（ロードアタッカー形態にはならない）の海賊版と思しき玩具がわずかに出回っており、試作金型がタカトクトイス倒産に際して流出したものとされる。
また、チープトイでも本来ガルビオン商品として製作されていた可変車両玩具（計4種）がMARK、HERO、JAMから発売されていた。これらはガルビオンとの関連性を薄めるため、一部の造形（主に頭部）が改変されている。チープトイ版の製品開発には、ビークラフトが関与していたという。
正式に名を冠した玩具として、2014年5月にメガハウスがヴァリアブルアクションHi-SPECでガルビオン（サーカスＩへ変形可能）を発売。設定のみで劇中に登場しなかったロードアタッカー形態への変形も可能。なお、商品化に当たってワンフェスにてガレージキットを先行発売していたT-REX TOYSが監修を行っている。2013年10月の全日本模型ホビーショーのメガハウスブースではさらにゼクター、ウェポンブースターとの合体も企画段階の図面が展示された。（しかし現在まで同社からバーストゼクターが発売されるアナウンスは流れていない。）
栄光社から絵本と塗り絵が発売されており、原画を漫画家の秋本シゲルが描いていた。
映像ソフトは1980年代に東芝映像ソフトから総集編のVHS・Betaがリリースされたのみで、長らく全話の視聴は困難であったが、2013年7月26日にDVD-BOX及びBlu-ray BOX（バンダイとバンダイビジュアル直営のネットショップ限定発売 完全受注限定生産）が発売された。